# Hrebinec
 Hrebinec  falu Horvátországban Zágráb megyében. Közigazgatásilag Brckovljanihoz tartozik.

## Fekvése
Zágrábtól 23 km-re keletre, községközpontjától 3 km-re északnyugatra, a megye keleti részén fekszik. 

## Története
A település nevét említő legrégebbi dokumentum 1570-ből származik, ekkor Đure Bekoych birtokát említik itt. 1598-ban a bozsjákói uradalom részeként és Zrínyi György birtokaként "Hrebynczy" alakban említik és több itteni jobbágyot és két Meglinec faluba való jobbágyot is felsorolnak. Utóbbi települést 1691-ben az egyházi vizitáció is faluként említi. A két település a 18. században olvadt össze. Az 1880-ban megalakított Hrebinec községhez még két falu, Stančić és Štakorovec tartozott.
A falunak 1857-ben 203, 1910-ben 400 lakosa volt. Trianonig Zágráb vármegye Dugoseloi járásához tartozott. 1993-ban az újjáalakított brckovljani község része lett. 2001-ben 237  lakosa volt. 

## Lakosság
| Lakosság változása | Lakosság változása | Lakosság változása | Lakosság változása | Lakosság változása | Lakosság változása | Lakosság változása | Lakosság változása | Lakosság változása | Lakosság változása | Lakosság változása | Lakosság változása | Lakosság változása | Lakosság változása | Lakosság változása |
| ------------------ | ------------------ | ------------------ | ------------------ | ------------------ | ------------------ | ------------------ | ------------------ | ------------------ | ------------------ | ------------------ | ------------------ | ------------------ | ------------------ | ------------------ |
| 1857               | 1869               | 1880               | 1890               | 1900               | 1910               | 1921               | 1931               | 1948               | 1953               | 1961               | 1971               | 1981               | 1991               | 2001               |
| 203                | 200                | 232                | 301                | 341                | 400                | 386                | 407                | 384                | 360                | 342                | 281                | 220                | 212                | 237                |

## Külső hivatkozások
- Brckovljani község hivatalos oldala